# Pensacola (Oklahoma)
Pensacola – miasto w Stanach Zjednoczonych, w stanie Oklahoma, w hrabstwie Mayes.